# Gardenia brachythamnus
Gardenia brachythamnus là một loài thực vật có hoa trong họ Thiến thảo. Loài này được (K.Schum.) Launert mô tả khoa học đầu tiên năm 1960.